# Qeshlāq (ort i Hamadan)
Qeshlāq (persiska: قِشلاق, قِشلاق بابا رُستَم, قشلاق) är en ort i Iran.   Den ligger i provinsen Hamadan, i den nordvästra delen av landet, 300 km sydväst om huvudstaden Teheran. Qeshlāq ligger 1 660 meter över havet och antalet invånare är 105.
Terrängen runt Qeshlāq är varierad.Runt Qeshlāq är det ganska tätbefolkat, med 72 invånare per kvadratkilometer. Närmaste större samhälle är Nahāvand, 5,5 km norr om Qeshlāq. Trakten runt Qeshlāq består till största delen av jordbruksmark.